# Lablabi

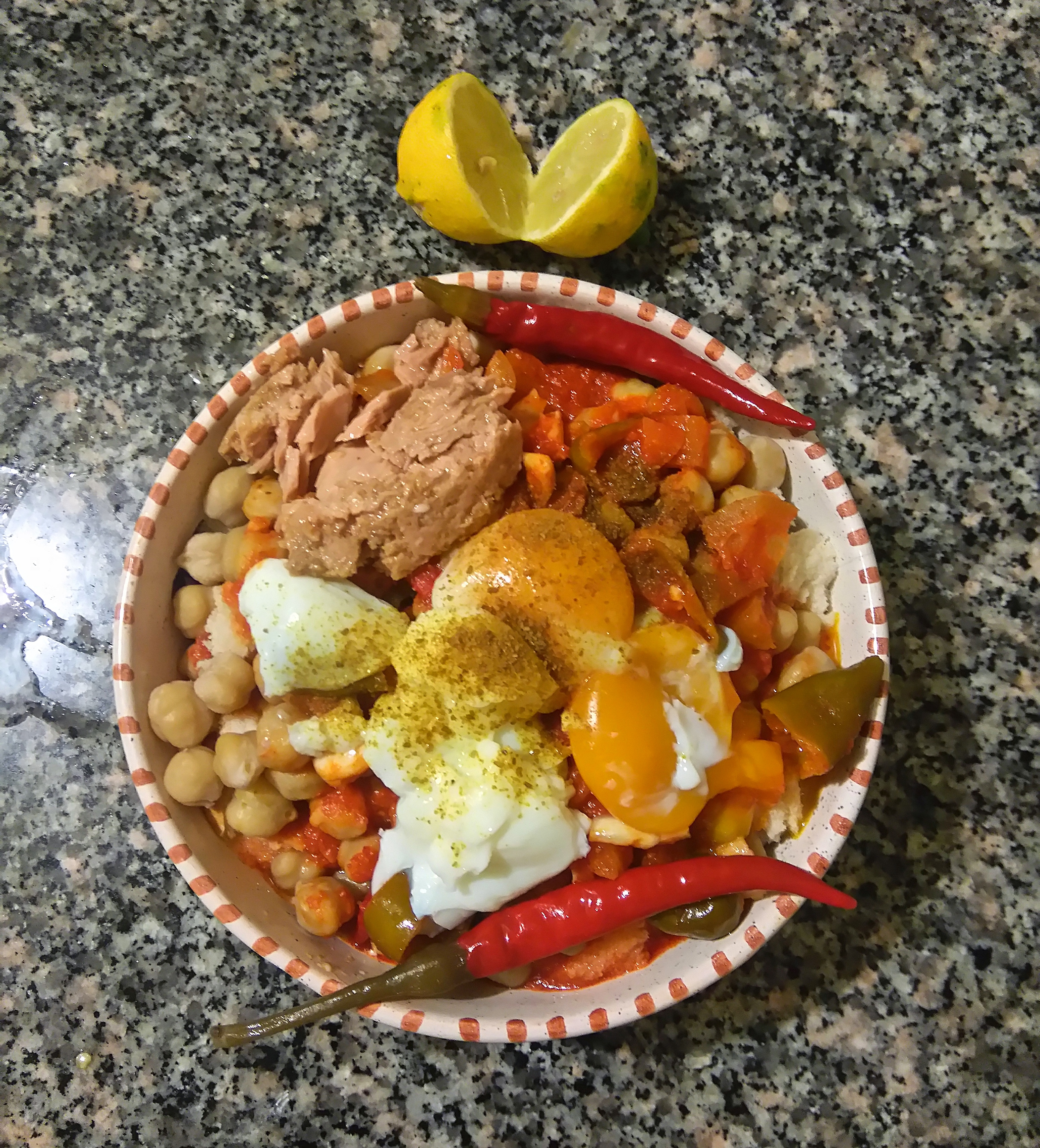
Lablabi

Lablabi är en tunisisk och turkisk kikärtssoppa. Den innehåller även olivolja, och smaksätts vanligen med bland annat vitlök, spiskummin och harissa. Ofta tillsätts brödsmulor strax före servering, och rätten påminner då om den franska löksoppan. Ibland blandas ägg ner i soppan medan den ännu kokar.